# کریس ملداندری
کریس ملداندری (به انگلیسی: Chris Meledandri) تهیه‌کننده فیلم و مؤسس کمپانی ایلومنیشن انترتینمنت است. وی سابقه کار در والت دیزنی پیکچرز و فاکس قرن بیستم را دارد. سال ۲۰۰۷ و به دنبال ترک کار در فاکس، وی کمپانی خودش را تحت نام ایلومنیشن انترتینمنت تأسیس می‌کند.
او تهیه‌کننده انیمیشن‌های متعددی از جمله عصر یخبندان و من نفرت‌انگیز بوده‌است.